# Energía solar en Albania

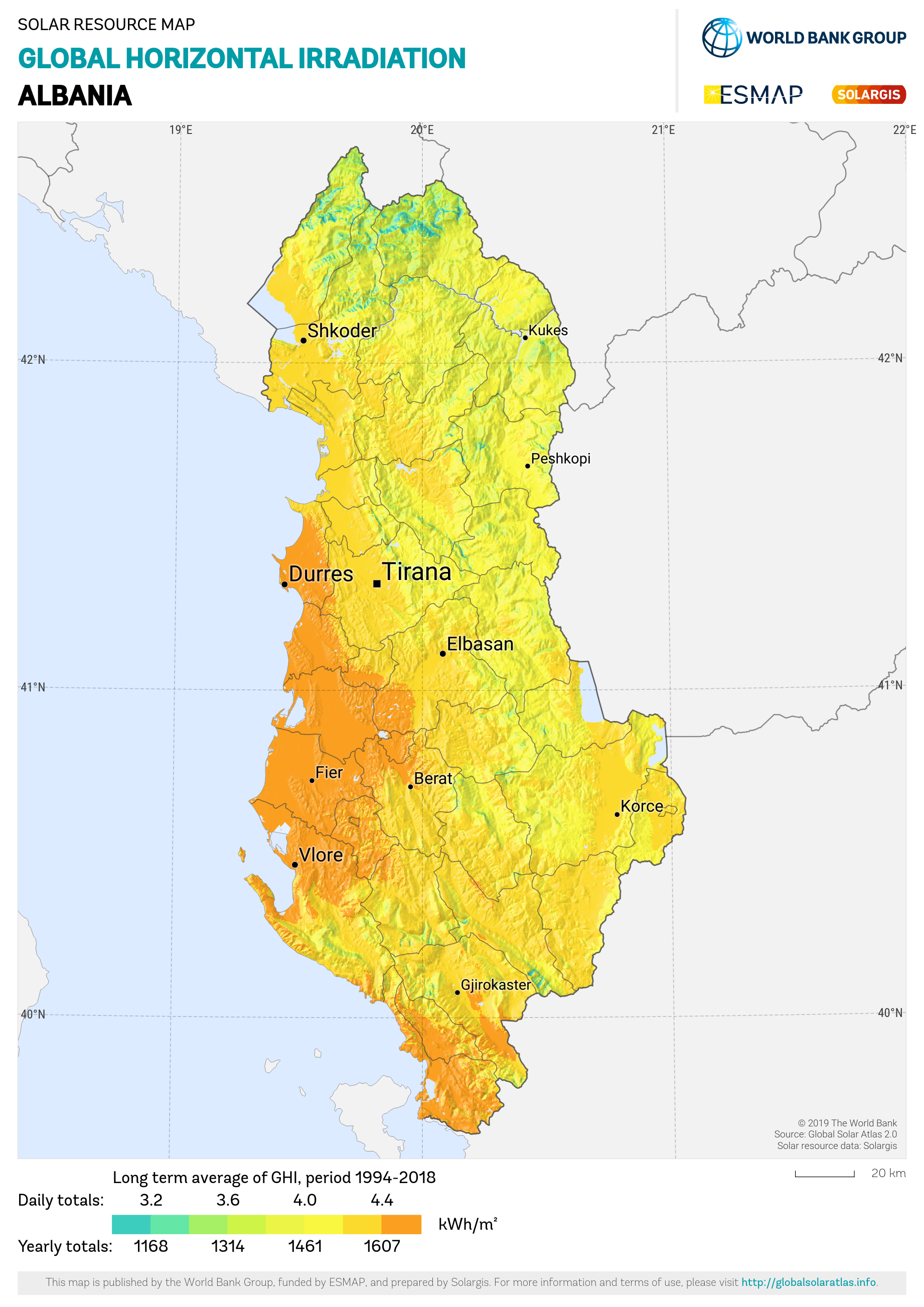
Mapa de radiación solar de Albania

La energía solar en Albania está ampliamente disponible, pero aún no está desarrollada. Toda la electricidad de Albania proviene de la hidroelectricidad. Unprograma para instalar calentamiento solar de agua destinado a usar $ 2.75 millones para instalar 75,000 m² de paneles solares. A finales de 2010, se había instalado un total de 52,000 m², y se esperan 50,000 m² adicionales para 2015. El número de horas de sol en Albania varía de 2100 a 2700.